# Messias Targino
Messias Targino es un municipio del estado brasileño de Río Grande del Norte, localizado en la microrregión del Medio Oeste. De acuerdo con el IBGE (Instituto Brasilero de Geografía y Estadística), en el año 2003 su población era estimada en 3.812 habitantes, abarcando un área territorial de 135 km².
El 8 de mayo de 1962, por la Ley nº 2.750, Junco se separó de Patu, se tornó municipio y permaneció con ese nombre por poco tiempo, siendo, posteriormente, cambiado a Messias Targino, en homenaje a un antiguo miembro de una importante familia de la región.